# Тащилов, Виктор Васильевич
Ви́ктор Васи́льевич Тащи́лов (28 сентября 1934 года — 6 ноября 2006 года) — известный шахтёр и шахтостроитель Донбасса, бригадир проходчиков шахтостроительного управления № 2 треста «Донецкшахтострой» Министерства строительства предприятий тяжёлой индустрии Украинской ССР, Донецкая область, Украинская ССР. Герой Социалистического Труда (1971).

## Биография
Родился 28 сентября 1934 года в семье работников на стройке в Ургенче (Средняя Азия).
После окончания Великой Отечественной войны вернулся в родные места в Пензенскую область, работал на Белинском машиностроительном заводе. После службы в рядах Советской Армии (1956 год) по комсомольской путёвке приехал с отрядом добровольцев на новостройки шахт Донбасса.
Прошёл все этапы на шахтах-стройках Донецка: шахтёр, проходчик, звеньевой, бригадир, руководитель управления «Донецкуголь», руководитель шахтостроительным трестом «Макеевшахтострой».
Окончил Харьковский филиал Высшей школы прфсоюзного движения ВЦСПС (ныне — Харьковский социально-экономический институт).
Досрочно выполнил принятое социалистические обязательство и плановые производственные задания Восьмой пятилетки (1966—1970) бригада выполнила досрочно. Указом Президиума Верховного Совета СССР (неопубликованным) от 5 апреля 1971 года «за выдающиеся успехи в выполнении заданий пятилетнего плана по строительству и вводу в действие производственных мощностей, жилых домов и объектов культурно-бытового назначения» удостоен звания Героя Социалистического Труда с вручением ордена Ленина и золотой медали Серп и Молот.
Член КПСС, делегат XXV съезда КПСС, член ВЦСПС нескольких созывов.
Умер в 06 ноября 2006 году.

## Награды
- Герой Социалистического Труда (1971).
- Заслуженный шахтёр Украины.
- Кавалер орденов «Шахтёрская слава» всех степеней.